# آبشار آیوگرابیس
آبشار آیوگرابیس (به انگلیسی: Augrabies Falls) آبشاری است که در کیپ شمالی، آفریقای جنوبی واقع شده و ارتفاع کلی ریزشگاه آن ۱۸۳ فوت (۵۶ متر) است.